# كوكب الرعب
كوكب الرعب (بالإنجليزية: Planet Terror)‏ هو فيلم أمريكي من تأليف وإخراج روبرت رودريغيز ومن بطولة روز مكغوان، فريدي رودريغز، مايكل بين، جيف فاهاي، جوش برولين ومارلي شيلتن، صدر الفيلم في 6 أبريل 2007.